# Apanteles amenophis
Apanteles amenophis är en stekelart som beskrevs av De Saeger 1944. Apanteles amenophis ingår i släktet Apanteles och familjen bracksteklar. Inga underarter finns listade i Catalogue of Life.